# Стефан Хертманс
Стефан Хертманс (роден през 1951 г. в Гент, Белгия) е фламандски писател. Бил е ръководител на учебен център в Университетския колеж в Гент и научен работник към Университета . През 2002 г. той печели наградата Фердинанд Бордевийк за романа Като в първия ден (Als op de eerste dag).

## Творчество
Хертманс публикува шест романа, два сборника с разкази, шест книги с есета и дванадесет сборника с поезия.
Втората пиеса, която Хертманс пише за брюкселския Кайтеатър (театър на кея) е за обсебващата сила на жените в гръцките трагедии (Антигона, Клитемнестра, Медея). През есента на 2001 г. става част от сценичните постановка на Тонеелгруп Амстердам с участието на Херард-Ян Риндерс. 